# لیو (لهستان)
لیو (به لاتین: Liw) یک روستا در لهستان است که در گمینا لیو واقع شده‌است. لیو ۹۲۰ نفر جمعیت دارد.